# Thoracochromis wingatii
Thoracochromis wingatii ist eine afrikanische Buntbarschart, die im Albertsee und im Nil vorkommt.

## Merkmale
Thoracochromis wingatii wird zwölf Zentimeter lang. Männchen sind graublau gefärbt. Zwischen Oberlippe und den Augen verlaufen zwei dunkle Streifen, ein weiterer erstreckt sich vom Nacken durch die Augen zur Kopfunterseite. Ein dunkler Längsstreifen, der auch zu einer Fleckenreihe reduziert sein kann, beginnt am Hinterrand des Auges und endet auf dem Schwanzstiel. Auf dem Kiemendeckel finden sich zwei dunkle, senkrechte Linien. Auf den unpaaren Flossen finden sich einige schwärzliche oder bräunliche Punktreihen. Auf der Afterflosse zeigen die Männchen einige große, gelbe Eiflecke. Weibchen sind unscheinbarer gefärbt und von graubrauner Farbe. Die dunklen Streifen und Flecke der Männchen sind nur wenig sichtbar. Beide Geschlechter zeigen je nach Stimmung mehr oder weniger deutlich acht oder neun Querbinden auf den Körperseiten.
Wie alle Haplochromis-Verwandten ist Thoracochromis wingatii ein ovophiler Maulbrüter, bei dem das Weibchen die Brutpflege übernimmt. Zum Ablaichen graben die Männchen flache Laichgruben mit einem Durchmesser von etwa 10 cm in den Gewässerboden.

## Systematik
Die Buntbarschart wurde 1943 durch den belgisch-britischen Ichthyologen George Albert Boulenger als Paratilapia wingatii beschrieben. Die Terra typica liegt bei Gondokoro am Bahr al-Dschabal, ein Abschnitt des Nil im Südsudan. 1904 synonymisierte der französische Ichthyologe Jacques Pellegrin die Art mit Astatotilapia desfontainii, 1922 wurde sie durch den amerikanischen Fischkundler Charles Tate Regan wieder revalidiert. Der britische Ichthyologe Peter Humphry Greenwood stellte die Art 1971 in die Gattung Haplochromis. 1979 führte Greenwood die Gattung Thoracochromis ein, mit Thoracochromis wingatii als Typusart. Alle übrigen Thoracochromis-Arten kommen geografisch von Thoracochromis wingatii getrennt im unteren Kongobecken und in Angola vor. Phylogenetisch gehören sie zu einer Verwandtschaftsgruppe von Buntbarschgattungen aus dem südlichen Afrika, die abgeleitet von der Gattung Serranochromis den provisorischen Namen „Serranochromini“ erhalten hat, während Thoracochromis wingatii eine Art aus dem „Lake Victoria region superflock“ ist, das heißt der Cichlidenradiation, die im Victoriasee, im Kivusee, im Albertsee, im Edwardsee, im Georgsee, im Kyogasee, im Turkanasee, im Rukwasee und im Nabugabosee vorkommt und fast ausschließlich der Gattung Haplochromis zugeordnet wird. Die Gattung Thoracochromis ist also polyphyletisch und ihre Typusart steht der Gattung Haplochromis näher als den übrigen Arten der Gattung Thoracochromis.